# 輕飄飄時間
《輕飄飄時間》，是櫻高輕音部（桜高軽音部）的一首單曲。2009年5月20日由Pony Canyon發行。

## 概要
《輕飄飄時間》是TBS系電視動畫《K-ON!》的劇中插入曲。單曲CD中的兩首歌曲和分別來自動畫第6話「學園祭！」及第1話「廢部！」中的樂團演出劇情。而單曲CD中的兩首歌曲也是模仿現場演奏的方式演繹。
「櫻高輕音部」（桜高軽音部）是指《K-ON!》中登場的四位主角平澤唯、秋山澪、田井中律、琴吹紬組成的演奏團體。實際上演唱的是四名角色的聲優，即豐崎愛生、日笠陽子、佐藤聰美、壽美菜子。
標記由秋山澪作詞、琴吹紬作曲，而實際上，歌曲中的部分歌詞是直接來源於kakifly（かきふらい）的《K-ON!》原著漫畫的第7話；而真正的作曲、編曲人應為前澤寬之。本歌由日笠陽子（飾演秋山澪）擔當主唱，其餘三人擔當伴唱。在單曲CD中，還附有這首歌的四種不同的演奏版，四種演奏版都各自少了一樣樂器（分別沒有了吉他、鍵盤、貝斯和爵士鼓）。
是日本著名民歌樂團「赤鳥」（赤い鳥）在1971年創作的歌曲。在動畫中最初出現在第1話「廢部！」中，劇中是用鍵盤、貝斯、爵士鼓演奏了一小段，而單曲CD中的此曲還加上了吉他一同演奏了全曲。本歌由「櫻高輕音部」的四人合唱。是《K-ON!》發行的相關音樂中第一首四人合唱的歌曲。

## 收錄曲
1. [3:59]
  - 作詞：秋山澪；作曲、編曲：前澤寬之
2. [3:23]
  - 作詞：山上路夫；作曲：村井邦彦；編曲：百石元
3. （Instrumental）
4. （Instrumental）
5. （Instrumental【-Guitar】）
6. （Instrumental【-Keyboard】）
7. （Instrumental【-Bass】）
8. （Instrumental【-Drums】）

## 翻唱
- Pastel*Palettes：收錄在手機遊戲， 收錄於專輯。

## 外部連結
- TBS K-ON!官方網頁 （页面存档备份，存于）